# Рейнгард Володимир Васильович
Володимир Васильович Рейнгард (1850 або 1856? — 1912, Харків, Харківська губернія, Російська імперія) — український зоолог, рідний брат ботаніка та альголога Людвіга Рейнгарда.

## Біографія
Народився Володимир Рейнгард у 1850 році (за деякими іншими даними — в 1856 році). Закінчив Харківський університет, після чого переїхав до Одеси, де працював у Новоросійському університеті під керівництвом професора Ковалевського. Трохи пізніше на деякий час переїжджає в Париж, де працює в Пастерівському інституті. У 1885 році повертається в Харків і знову переступає поріг Харківського університету в якості професора. Цю посаду він займає до смерті.
Помер Володимир Рейнгард у 1912 році в Харкові.
Два його сини: Олександр і Леонід пішли по стопам батька й дядька, ставши біологами.

## Наукові роботи
Основні наукові роботи присвячені ембріології та систематиці. Володимир Рейнгард був прихильником дарвінізму, автор 1 монографії.
- Вивчав будову і розвиток прісноводних моховаток, ембріональний розвиток риб.
- 1874 — Досліджував анатомічну будову і місце в системі тваринного світу маловивченого класу кіноринх.
- Широкий інтерес у публіки викликала його робота про павукоподібних.

## Науковий доробок
- «Kinorhyncha, їхня анатомічна будова та положення в системі» (1885).